# Česká Miss 2006
Česká Miss 2006 byl 2. ročník české soutěže krásy Česká Miss.

## Finále
Slavnostní galavečer se konal v pátek 17. února 2006 v TOP hotelu Praha. V porotě usedla předsedkyně poroty Michaela Maláčová, topmodelka Tereza Maxová, atlet Roman Šebrle, fotograf Jan Saudek, herci Jiří Mádl a Vojta Kotek, loňská vítězka Kateřina Smejkalová aj. Galavečera se také zúčastnil významný host Václav Havel, který zastoupil svoji nemocnou manželku Dagmar Havlovou.
Vítězku korunovala tradičně vítězka Miss Universe, a pro tento rok to byla Miss Universe 2005 Natalie Glebova z Kanady.
Finalistky soutěže jeli tentokrát na 10denní soustředění do Brazílie.

## Finalistky soutěže

### Superfinále (TOP 6)
1. Renata Langmannová  (soutěžní číslo 11) – Pochází z Ivanovic na Hané. Stala se Českou miss 2006.
2. Miroslava Košťanová  (soutěžní číslo 4) – Pochází z Prahy. Stala se I. českou vicemiss 2006 a držitelkou titulu Miss Internet.
3. Barbora Kolářová  (soutěžní číslo 1) – Pochází z Prahy. Stala se II. českou vicemiss 2006.
4. Petra Soukupová  (soutěžní číslo 9) – Stala se držitelkou titulů Miss Čtenářů a Tip Poroty.
5. Šárka Durdisová (soutěžní číslo 3)
6. Ana Lipoldová (soutěžní číslo 7)

### Ostatní
- 7. Kateřina Čeremisinová (soutěžní číslo 12)
- 8. Radka Buchtová (soutěžní číslo 6)
- 9. Tereza Jirounková (soutěžní číslo 2)
- 10. Veronika Kouřilová (soutěžní číslo 10) – Stala se držitelkou titulu Miss posluchačů.
- 11. Zuzana Blažková (soutěžní číslo 5)
- 12. Zuzana Střelcová (soutěžní číslo 8)

## Konečné pořadí
| Česká Miss 2006 – Renata Langmannová     |
| I. česká vicemiss 2006 – Mirka Košťanová |
| II. česká vicemiss 2006 – Bára Kolářová  |

### Vedlejší tituly
- Tip Poroty – Petra Soukupová
- Miss Čtenářů – Petra Soukupová
- Miss Posluchačů – Veronika Kouřilová
- Miss Internet – Miroslava Košťanová

## Umístění na mezinárodních soutěžích
- vítězka Renata Langmannová se na Miss Universe 2006 neumístila.
- I. česká vicemiss Mirka Košťanová se na Top Model of the World 2006 umístila v TOP 15
- finalistka Petra Soukupová se na Miss Earth 2006 umístila v TOP 8.

## Zajímavosti
- vítězka Renata Langmannová se už před rokem přihlásila do této soutěže, ale probojovala se jen do semifinále.